# Mototrans
Mototrans fue una empresa española fabricante de motos con sede en Barcelona creada en 1958, resultante  de la asociación de las dos sociedades Maquitrans («Maquinarias y transporte»), empresa dedicada a la fabricación y mantenimiento de trolebuses y Clíper, esta última importadora de Ducati, marca de la que produjo su línea de modelos. Con marca ‘Ducati’, o ‘Ducati Mototrans, bajo licencia de la primera.

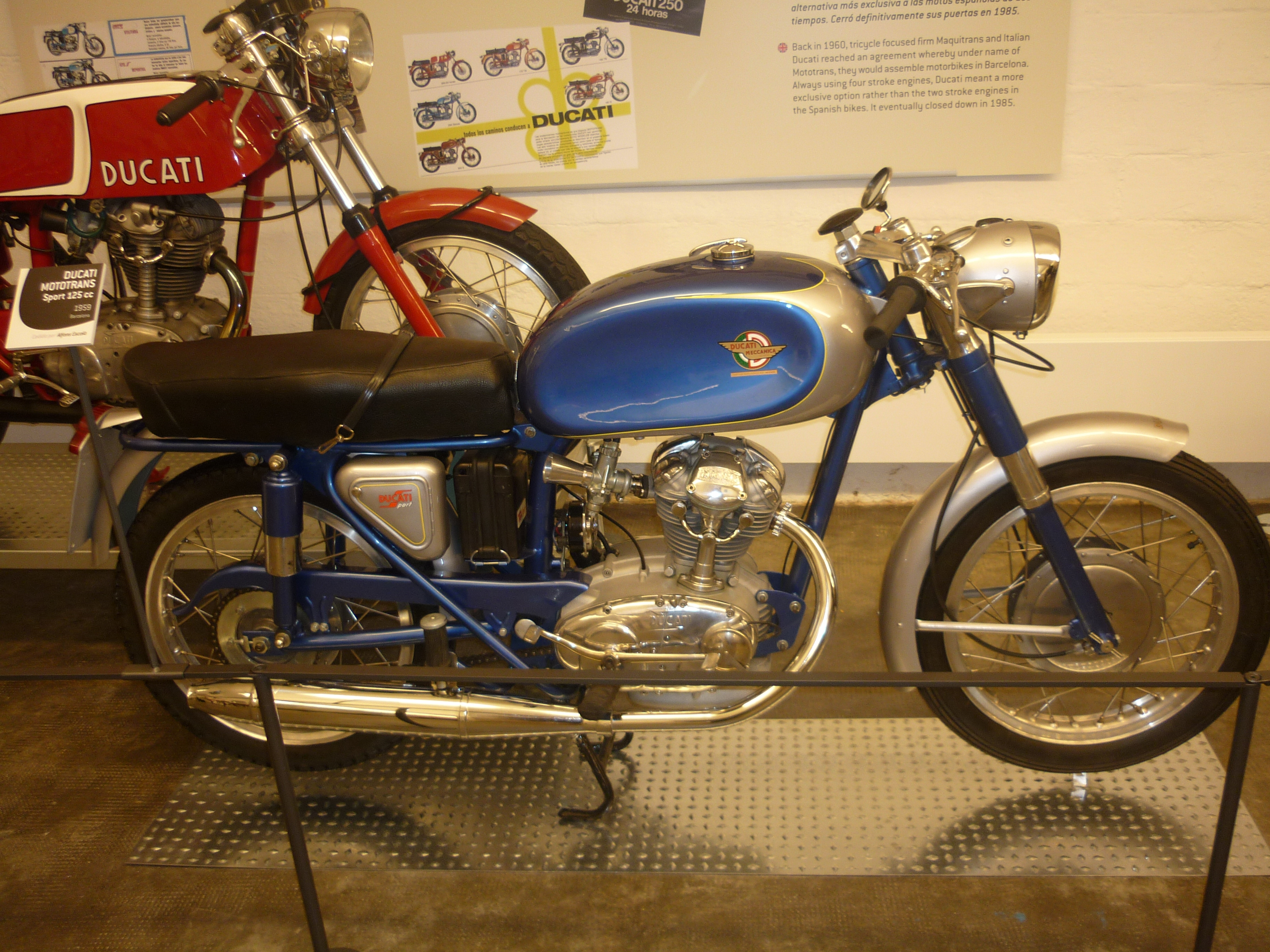
"Sport" 125,primer modelo de Mototrans

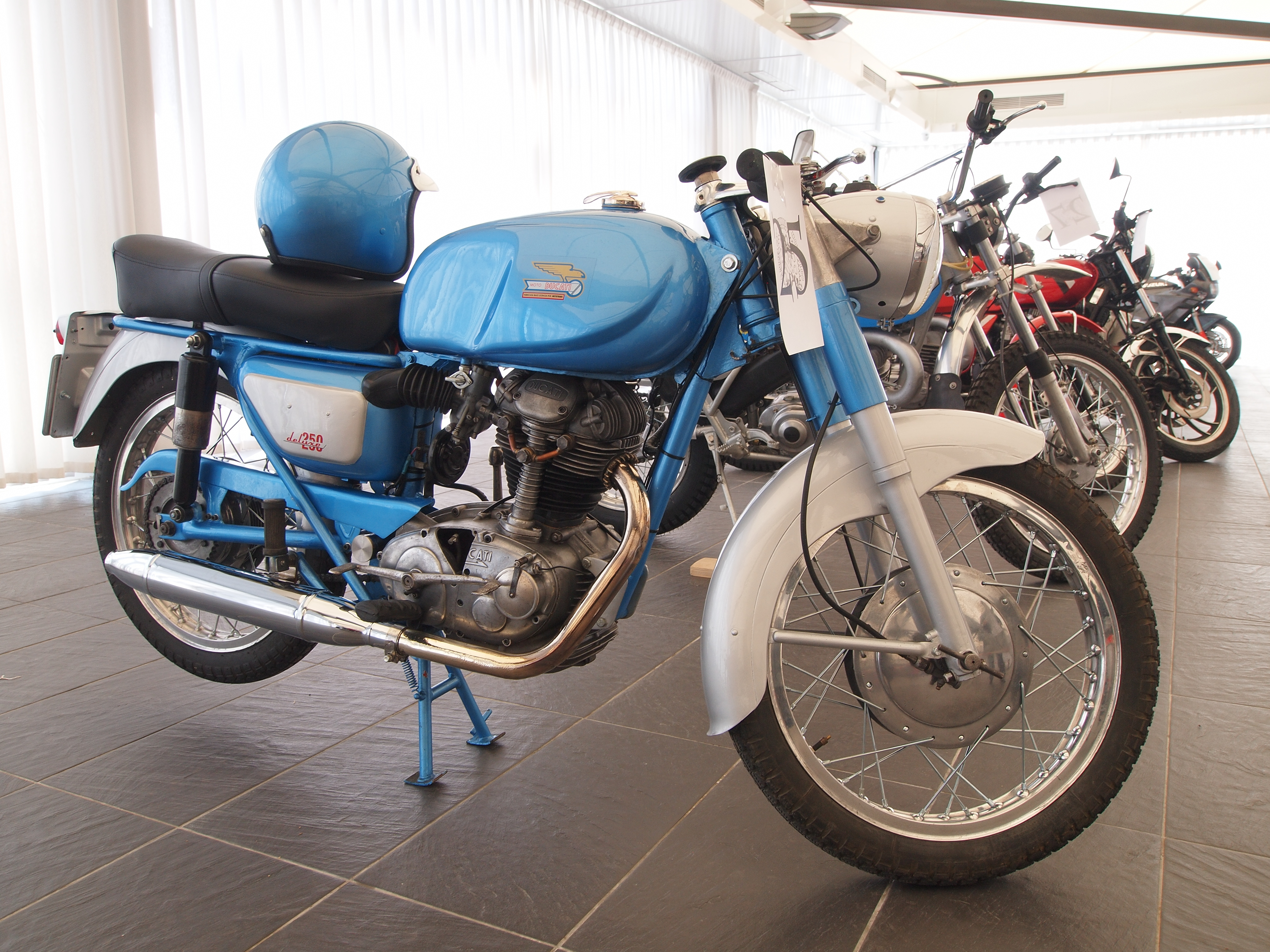
"Deluxe" 250cc

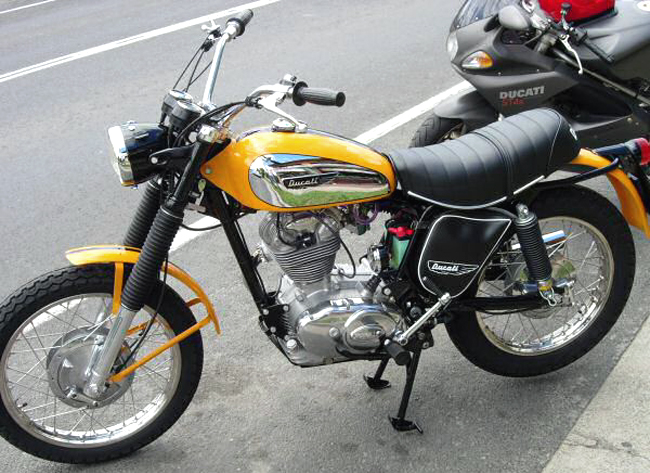
"Scrambler" 250cc

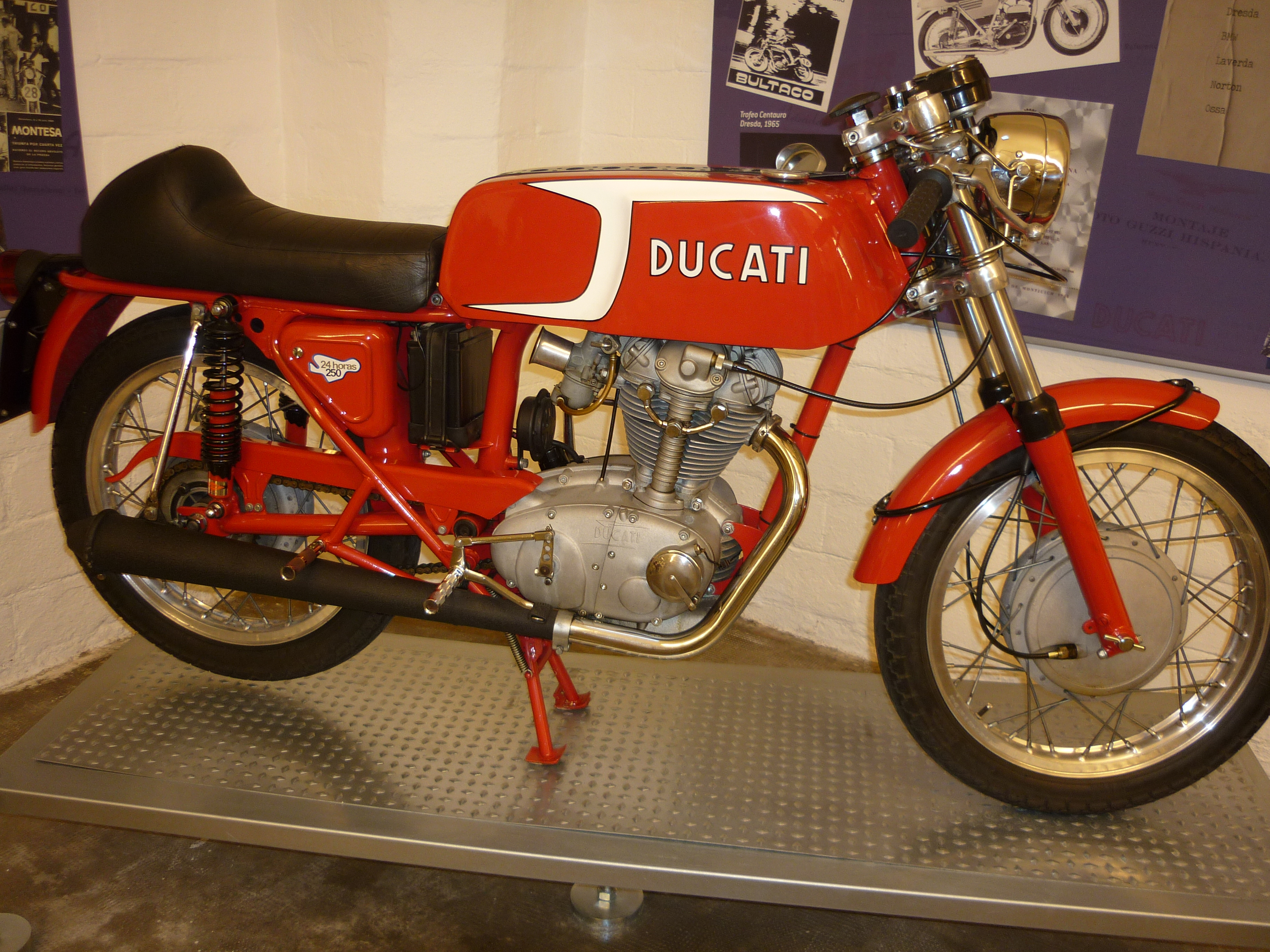
"24 Horas" 250cc

El primer modelo fabricado totalmente en España fue el 125-S que se empezó a comercializar a principios de 1960, a partir de este momento se presentó rápidamente toda la gama de 4T muy similar a la de la casa madre. Es a partir de la mitad de la década de los 60 que Mototrans empieza a hacer grandes esfuerzos para demostrar una independencia técnica de la casa matriz.[cita requerida] Fruto de ello es la 24H, una deportiva de 250 cc derivada de las máquinas vencedoras en la famosa prueba de resistencia que se corría en el circuito de Montjuich de Barcelona, con una estética completamente distinta de la Mach 1, la deportiva equivalente que fabricaba Ducati en aquellos momentos.
Paralelamente a los modelos de 4 tiempos se fabricaron los de 2 tiempos, únicamente en la categoría de 50 cc (Denominados "48") muy semejantes a los originales italianos, en versiones ciclomotor o matriculable (sólo el "48 Sport").
Algo más tarde ya en 1967, se presentó el proyecto MT250, el intento más serio jamás realizado en España de fabricar una moto pruricilíndrica de competición y 4T, para intentar conseguir el campeonato mundial, su desarrollo y puesta a punto estuvo a cargo de los ingenieros italianos Auro Savelli y Renato Armaroli, ambos provenientes de la casa Benelli, sus características más relevantes eran sus cuatro cilindros para 250 cc y 50 cv a 14.000 rpm.[cita requerida] Sin embargo los resultados obtenidos en las tres competiciones en las que participó en ese año no se correspondieron con los esfuerzos realizados, abandonándose en 1968 el proyecto entre otras razones, por las nuevas normativas que impedirían que pudieran competir en el mundial.‘
Desde ese momento los números de la empresa cada vez fueron a peor, y gracias a las exportaciones del distribuidor de Ducati en los EE. UU. la empresa sobrevivió.
En 1978, por un acuerdo entre Yamaha y el grupo Banesto, propietario de Sanglas y Mototrans, cien trabajadores de Mototrans pasaron a trabajar en Sanglas. Tras la reducción de plantilla, se intentó el relanzamiento de la marca, que creó una nueva marca, MTV (Moto Trans Virgili).
En su nueva etapa, la empresa desarrolló el modelo Yack 410, proyecto que finalmente fue abandonado ante la negativa de los bancos a sufragar la puesta en producción de un proyecto tan caro. En 1981 presentó dos modelos de ciclomotor, uno de cross y otro de carretera, con motor Zündapp y suspensión Cantilever.
A pesar de la gran calidad de dichos modelos, el proyecto no consiguió despegar y en 1982 la fábrica fue intervenida judicialmente, se declaró en suspensión de pagos y cerró definitivamente en 1984.
Con el paso de los años se hizo evidente que el principal accionista de Mototrans, que lo era a la vez de Sanglas, utilizó ambas empresas para poder implantar a Yamaha en España, y que, una vez conseguido sus objetivos, cerró ambas, iniciando el fin de la industria motociclista nacional.[cita requerida]

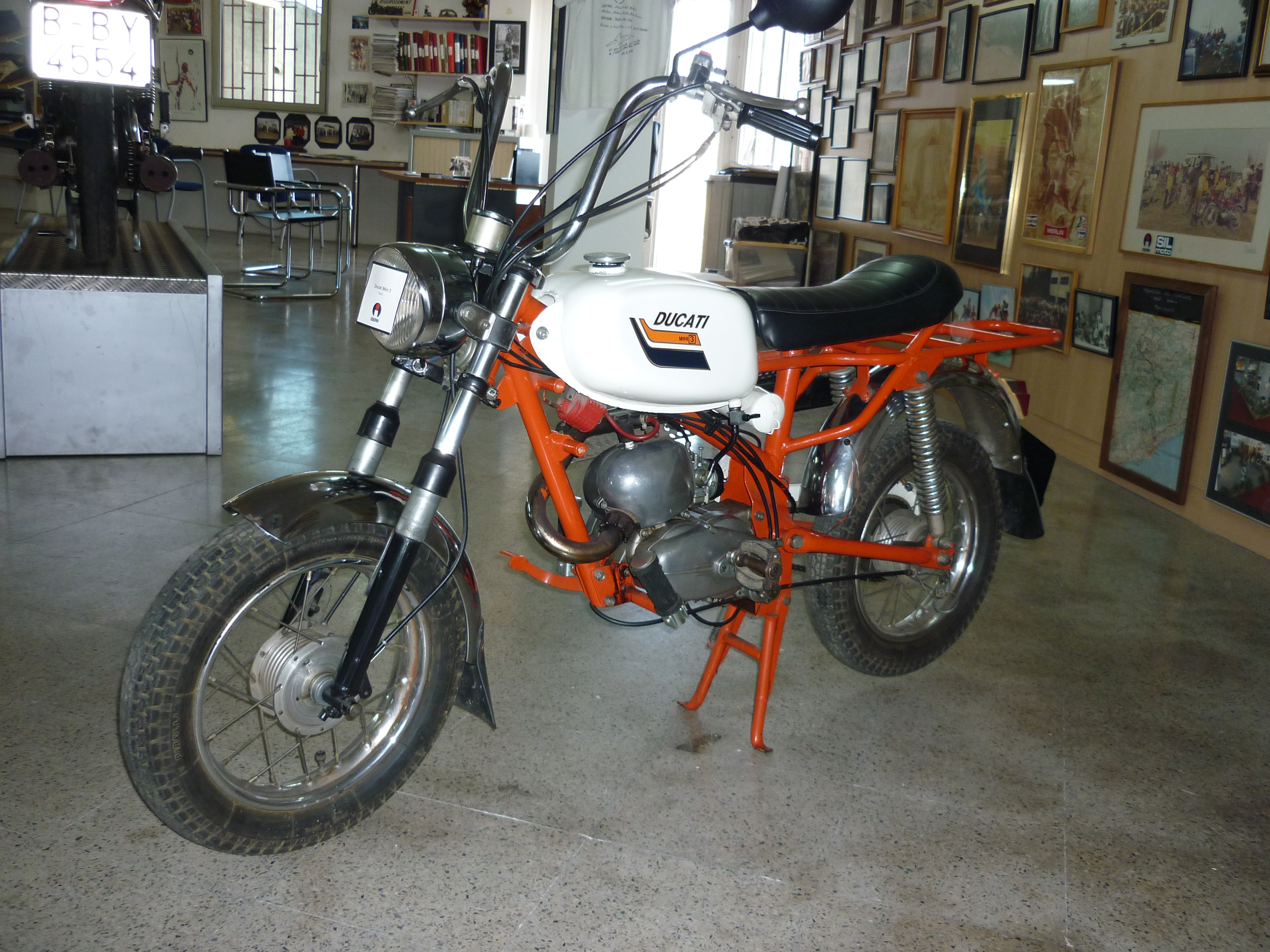
"Mini 3"
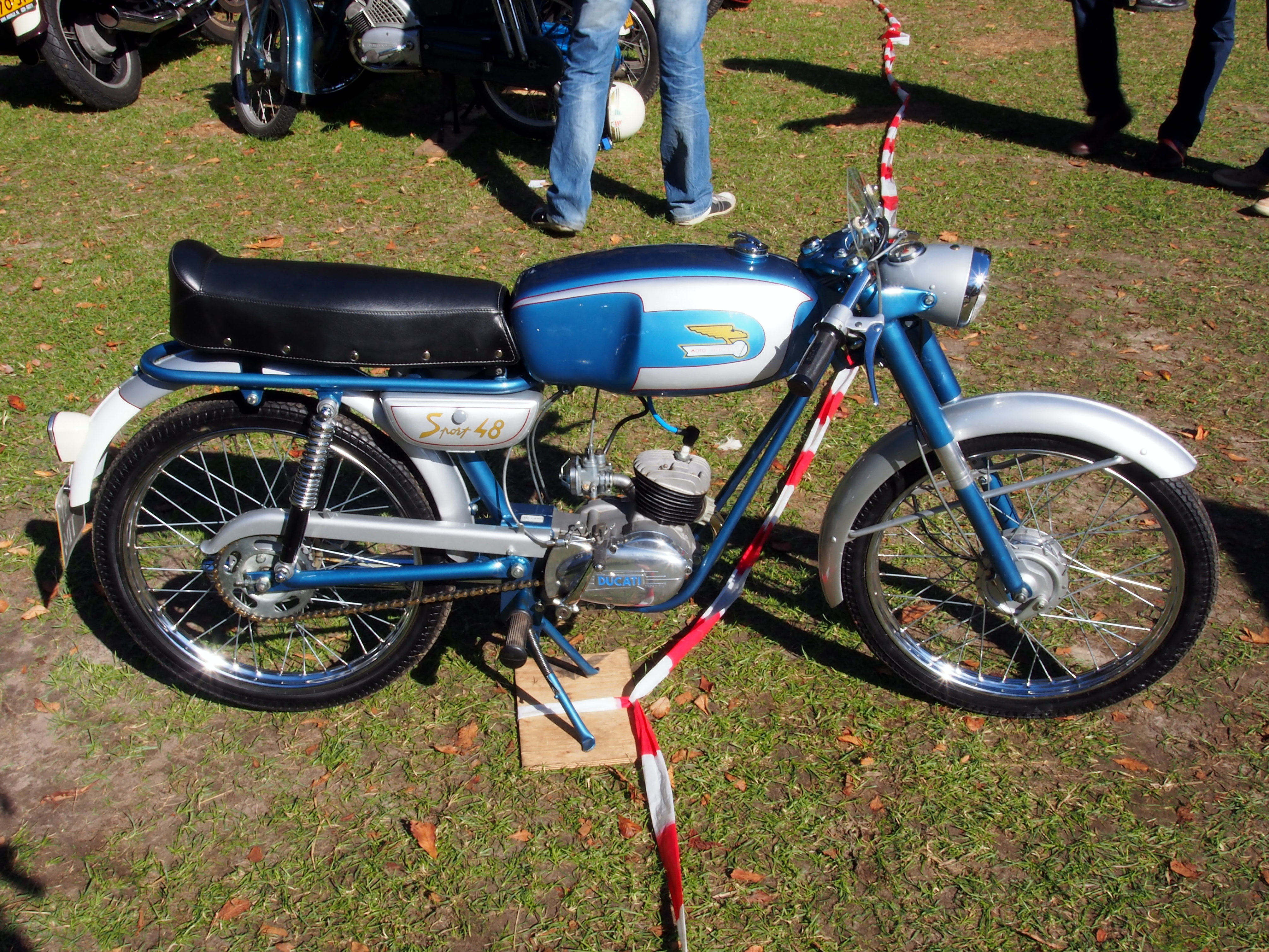
"48 Sport"